# Patinage de vitesse aux Jeux olympiques de 2014 - Poursuite par équipes hommes
Navigation
Vancouver 2010 Pyeongchang 2018
La poursuite par équipes masculine de patinage de vitesse aux Jeux olympiques de 2014 a lieu les 21 et 22 février 2014. Les Néerlandais remportent sans surprise l'épreuve devant les Sud-Coréens et les Polonais.

## Médaillés
| Or                                                               | Argent                                                             | Bronze                                                                           |
| Pays-Bas Jorrit Bergsma Jan Blokhuijsen Sven Kramer Koen Verweij | Corée du Sud Joo Hyong-jun Kim Cheol-min Lee Seung-hoon Mo Tae-bum | Pologne Zbigniew Bródka Sebastian Druszkiewicz Konrad Niedźwiedzki Jan Szymański |

## Résultats

### Quarts de finale
Les quarts de finale ont lieu le 21 février.
| Rang              | Pays         | Athlètes                                            | Temps         | Retard  | Notes            |
| ----------------- | ------------ | --------------------------------------------------- | ------------- | ------- | ---------------- |
| Quart de finale 1 |              |                                                     |               |         |                  |
| 1                 | Canada       | Mathieu Giroux Lucas Makowsky Denny Morrison        | 3 min 43 s 30 |         | Demi-finale 1    |
| 2                 | États-Unis   | Shani Davis Brian Hansen Jonathan Kuck              | 3 min 46 s 82 | +3 s 52 | Finale D         |
| Quart de finale 2 |              |                                                     |               |         |                  |
| 1                 | Corée du Sud | Joo Hyong-jun Kim Cheol-min Lee Seung-hoon          | 3 min 40 s 84 |         | Demi-finale 1 TR |
| 2                 | Russie       | Aleksandr Rumyantsev Denis Yuskov Ivan Skobrev      | 3 min 44 s 22 | +3 s 38 | Finale C         |
| Quart de finale 3 |              |                                                     |               |         |                  |
| 1                 | Pologne      | Zbigniew Bródka Konrad Niedźwiedzki Jan Szymański   | 3 min 42 s 78 |         | Demi-finale 2    |
| 2                 | Norvège      | Håvard Bøkko Håvard Lorentzen Sverre Lunde Pedersen | 3 min 43 s 19 | +0 s 41 | Finale C         |
| Quart de finale 4 |              |                                                     |               |         |                  |
| 1                 | Pays-Bas     | Jan Blokhuijsen Sven Kramer Koen Verweij            | 3 min 44 s 48 |         | Demi-finale 2    |
| 2                 | France       | Alexis Contin Ewen Fernandez Benjamin Macé          | 3 min 53 s 17 | +8 s 69 | Finale D         |

### Demi-finales
Les demi-finales ont lieu le 21 février.
| Rang          | Pays         | Athlètes                                          | Temps         | Retard   | Notes       |
| ------------- | ------------ | ------------------------------------------------- | ------------- | -------- | ----------- |
| Demi-finale 1 |              |                                                   |               |          |             |
| 1             | Corée du Sud | Joo Hyong-jun Kim Cheol-min Lee Seung-hoon        | 3 min 42 s 32 |          | Finale A    |
| 2             | Canada       | Mathieu Giroux Lucas Makowsky Denny Morrison      | 3 min 45 s 28 | +2 s 96  | Finale B    |
| Demi-finale 2 |              |                                                   |               |          |             |
| 1             | Pays-Bas     | Jan Blokhuijsen Sven Kramer Koen Verweij          | 3 min 40 s 79 |          | Finale A TR |
| 2             | Pologne      | Zbigniew Bródka Konrad Niedźwiedzki Jan Szymański | 3 min 52 s 08 | +11 s 29 | Finale B    |

### Finales
Les finales ont lieu le 22 février
| Rang final                          | Pays         | Athlète                                            | Temps         | Retard  | Notes  |
| ----------------------------------- | ------------ | -------------------------------------------------- | ------------- | ------- | ------ |
| Finale A                            |              |                                                    |               |         |        |
| Médaille d'or, Jeux olympiques      | Pays-Bas     | Jan Blokhuijsen Sven Kramer Koen Verweij           | 3 min 37 s 71 |         | OR, TR |
| Médaille d'argent, Jeux olympiques  | Corée du Sud | Joo Hyong-jun Kim Cheol-min Lee Seung-hoon         | 3 min 40 s 85 | +3 s 14 |        |
| Finale B                            |              |                                                    |               |         |        |
| Médaille de bronze, Jeux olympiques | Pologne      | Zbigniew Bródka Konrad Niedźwiedzki Jan Szymański  | 3 min 41 s 94 |         |        |
| 4                                   | Canada       | Mathieu Giroux Lucas Makowsky Denny Morrison       | 3 min 44 s 27 | +2 s 33 |        |
| Finale C                            |              |                                                    |               |         |        |
| 5                                   | Norvège      | Håvard Bøkko Håvard Lorentzen Simen Spieler Nilsen | 3 min 44 s 91 |         |        |
| 6                                   | Russie       | Aleksandr Rumyantsev Aleksey Yesin Denis Yuskov    | 3 min 49 s 85 | +4 s 94 |        |
| Finale D                            |              |                                                    |               |         |        |
| 7                                   | États-Unis   | Brian Hansen Jonathan Kuck Joey Mantia             | 3 min 46 s 50 |         |        |
| 8                                   | France       | Alexis Contin Ewen Fernandez Benjamin Macé         | 3 min 51 s 76 | +5 s 26 |        |